# Blizne Łaszczyńskiego
Blizne Łaszczyńskiego – wieś w Polsce położona w województwie mazowieckim, w powiecie warszawskim zachodnim, w gminie Stare Babice. Ma status sołectwa.

## Historia
Wieś powstała w XIX wieku po podziale dóbr babickich, przy czym wieś Blizne podzielona została między Jasińskich i Łaszczyńskich. W latach 1975–1998 miejscowość administracyjnie należała do województwa warszawskiego.

## Lokalizacja
Miejscowość znajduje się po obydwu stronach drogi wojewódzkiej nr 580 (część południowa w większości jest niezabudowana) z Warszawy przez Leszno do Żelazowej Woli i Sochaczewa. W 2011 roku została oddana do użytku trasa ekspresowa S8, która przechodzi z północy na południe przez Blizne Łaszczyńskiego. Trasa ta stanowi część Ekspresowej Obwodnicy Warszawy. Na terenie miejscowości − na przecięciu z drogą wojewódzką nr 580 − znajduje się jedna z części zespolonego węzła Warszawa – Bemowo (druga część węzła znajduje się na skrzyżowaniu z ul. Lazurową w Warszawie).
Obecnie jest to wieś granicząca z Warszawą, z dzielnicą Bemowo od strony północnej, wschodniej i południowej. Od zachodu graniczy z wsiami Blizne Jasińskiego, Lubiczów i Szeligi.

## Komunikacja
Przez miejscowość prowadzą autobusowe linie przewoźników prywatnych oraz linie autobusowe podmiejskie ZTM.

## Budynki sakralne
- Kościół Objawienia Pańskiego
- Zespół dwóch Sal Królestwa Świadków Jehowy, z których korzystają cztery okoliczne zbory (Izabelin, Warszawa–Bemowo, Warszawa–Jelonki, Warszawa–Koło)[7]